# テオドール・ヒルデブラント
テオドール・ヒルデブラント（ドイツ語: Theodor Hildebrandt、1804年7月2日 - 1874年9月29日）はドイツの画家である。

## 略歴
現在のポーランドのシュチェチンに生まれた。1820年に16歳でベルリンの美術学校に入学し、はじめニードリッヒ（Johann Gottfried Niedlich）に学ぶが、1823年からフリードリッヒ・ヴィルヘルム・フォン・シャドーの学生となり、1826年にシャドーがデュッセルドルフ美術アカデミーの校長に任じられると、ユリウス・ヒューブナー、カール・フリードリヒ・レッシング、ハインリヒ・ミュッケ、クリスティアン・ケーラー、カール・フェルディナンド・ゾーンらの学生とともにヒルデブラントもデュッセルドルフに移った。美術アカデミーを卒業した後、1832年から教師助手を務め、1836年から教授を務めた。1848年にデュッセルドルフに作られた芸術協会「マルカステン」の創立メンバーとなった。
晩年は病に苦しんだ後、デュッセルドルフで没した。プロイセン政府から赤鷲勲章を受勲した。
息子のヨハン・マリア・ヒルデブラント(Johann Maria Hildebrandt)は植物学者となり、ベルリンの植物園で働き、アフリカを調査探検した。
シェイクスピアの「リチャード三世」に題材を取った代表作の「エドワード4世の息子たちの暗殺」(1835)など文学作品に題材にした絵を描いた。エドワード4世の題材はパリでポール・ドラローシュが同じ題材で描いた絵画に触発されたとされる。

## 作品

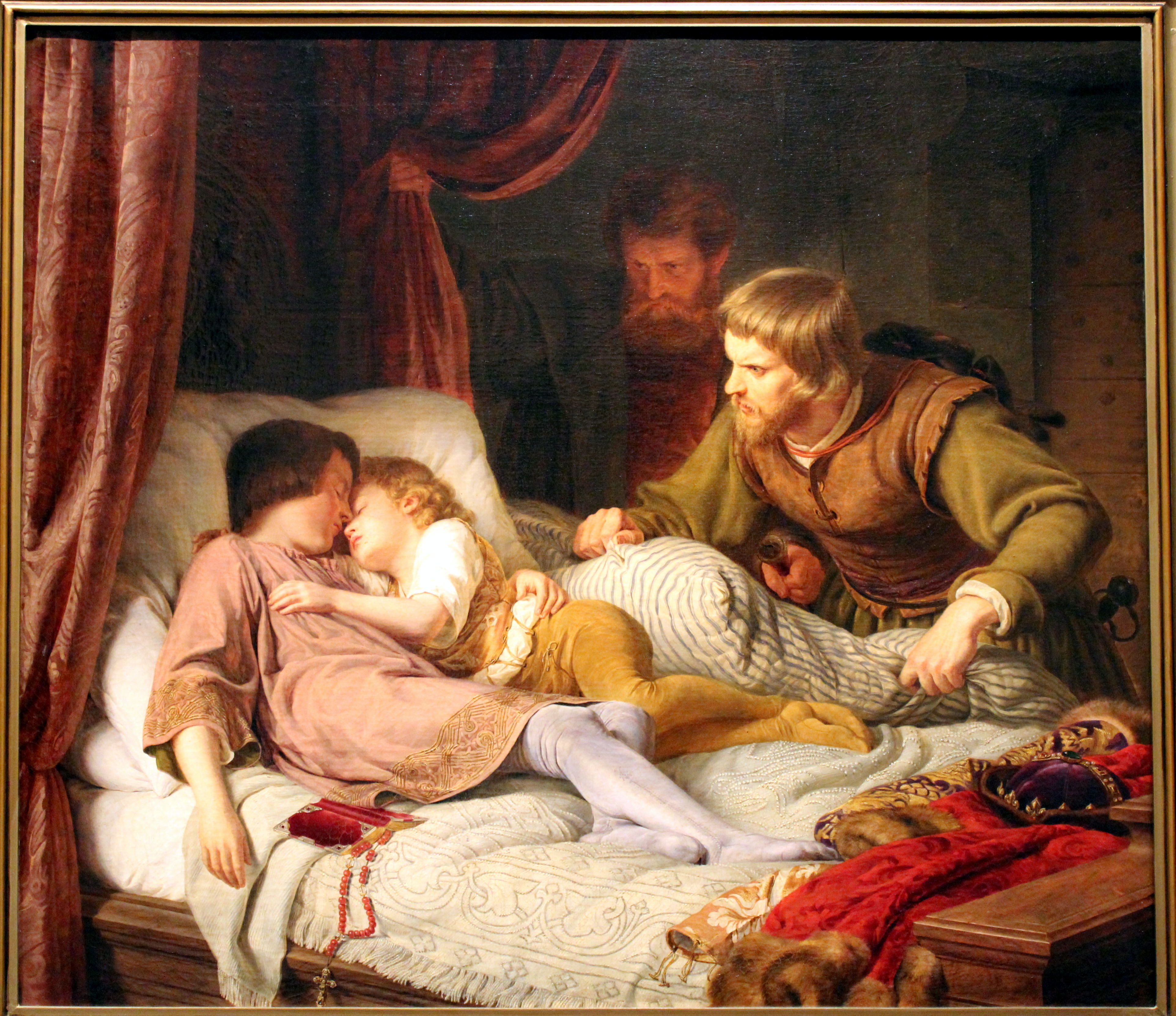
「エドワード4世の息子たちの暗殺」(1835)
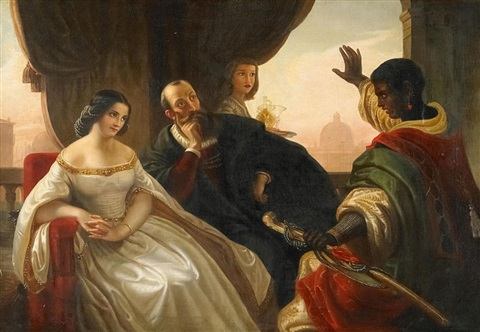
「オセロとデズデモーナ」(1847)
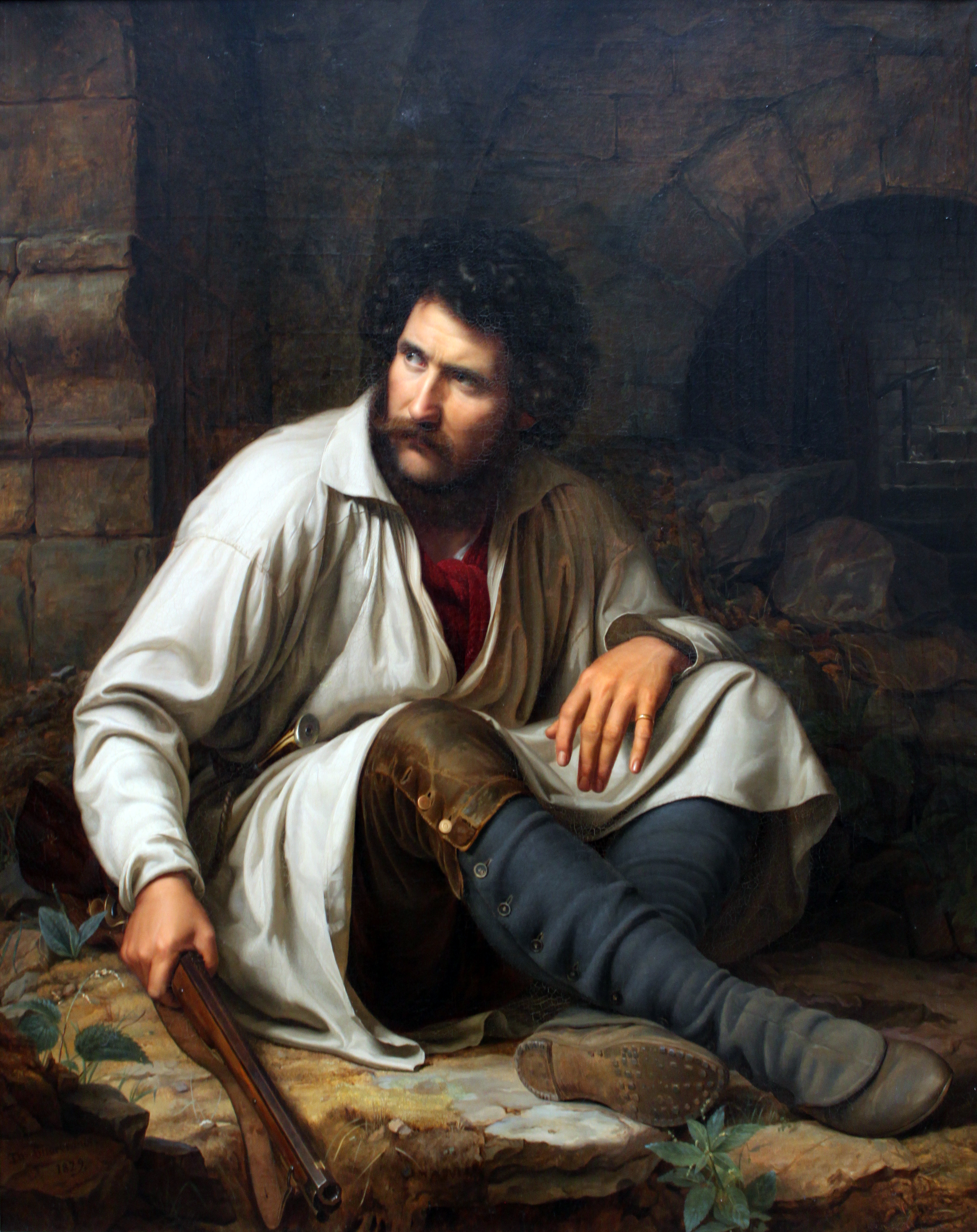
「強盗」(1829)
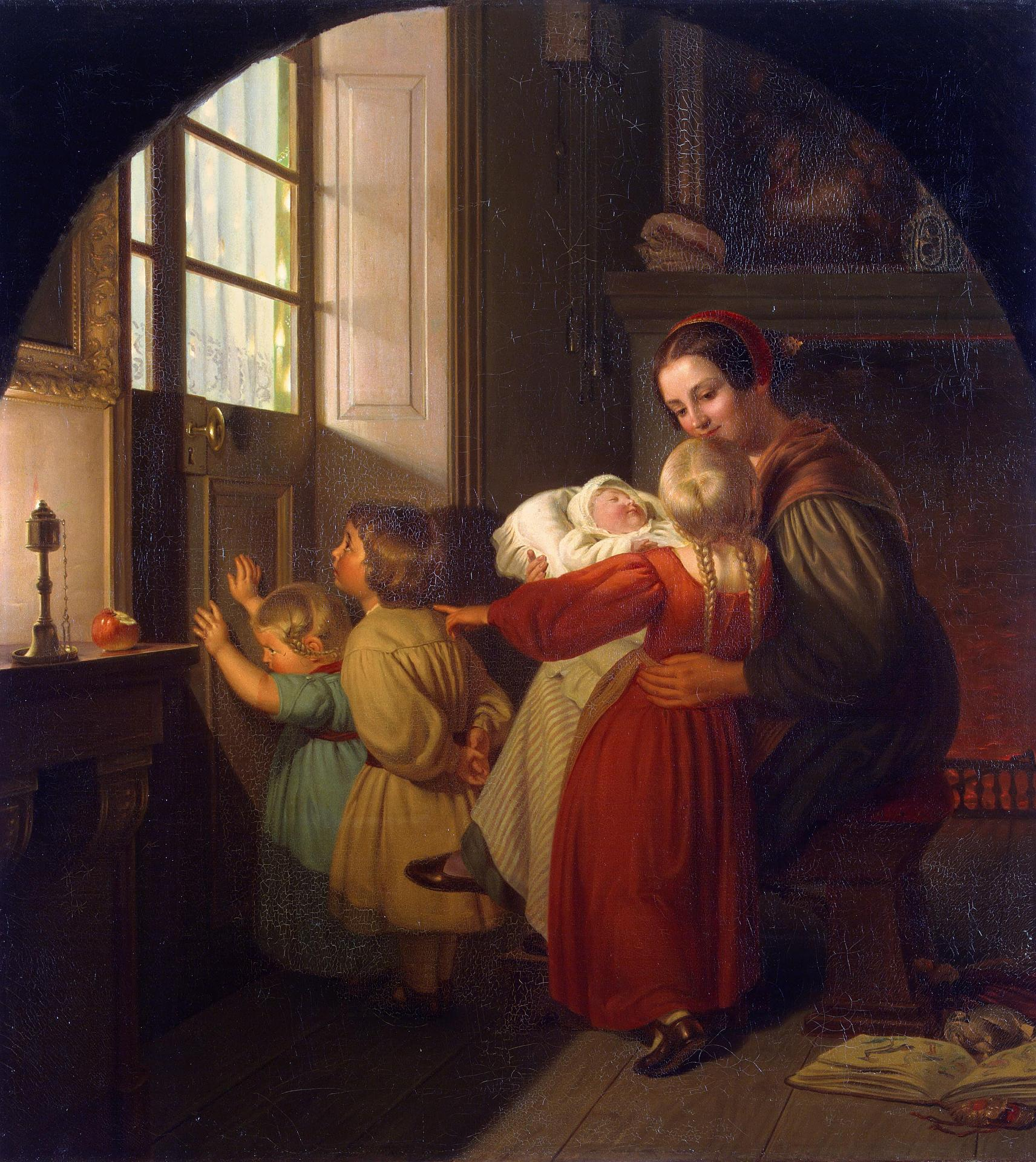
「クリスマスを待つ子供たち」(1840)